# Stadion Teddy
Stadion Teddy nebo stadion Teddyho Kolleka (hebrejsky: אצטדיון טדי, Itztadion Teddy) je fotbalový stadion v izraelském městě Jeruzalém pojmenovaný podle Theodora „Teddyho“ Kolleka. Je domovem klubů Bejtar Jeruzalém, Hapoel Jeruzalém a některé zápasy zde hraje izraelská fotbalová reprezentace. Otevřen byl v roce 1991. V současnosti pojme 31 733 diváků. Kapacita není konečná, v první fázi rekonstrukce se kvůli pořadatelství Mistrovství Evropy U21 zvýšila z 21 600 na nynějších 31 733 míst k sezení, v plánu je další zvýšení až na 50 000 míst.

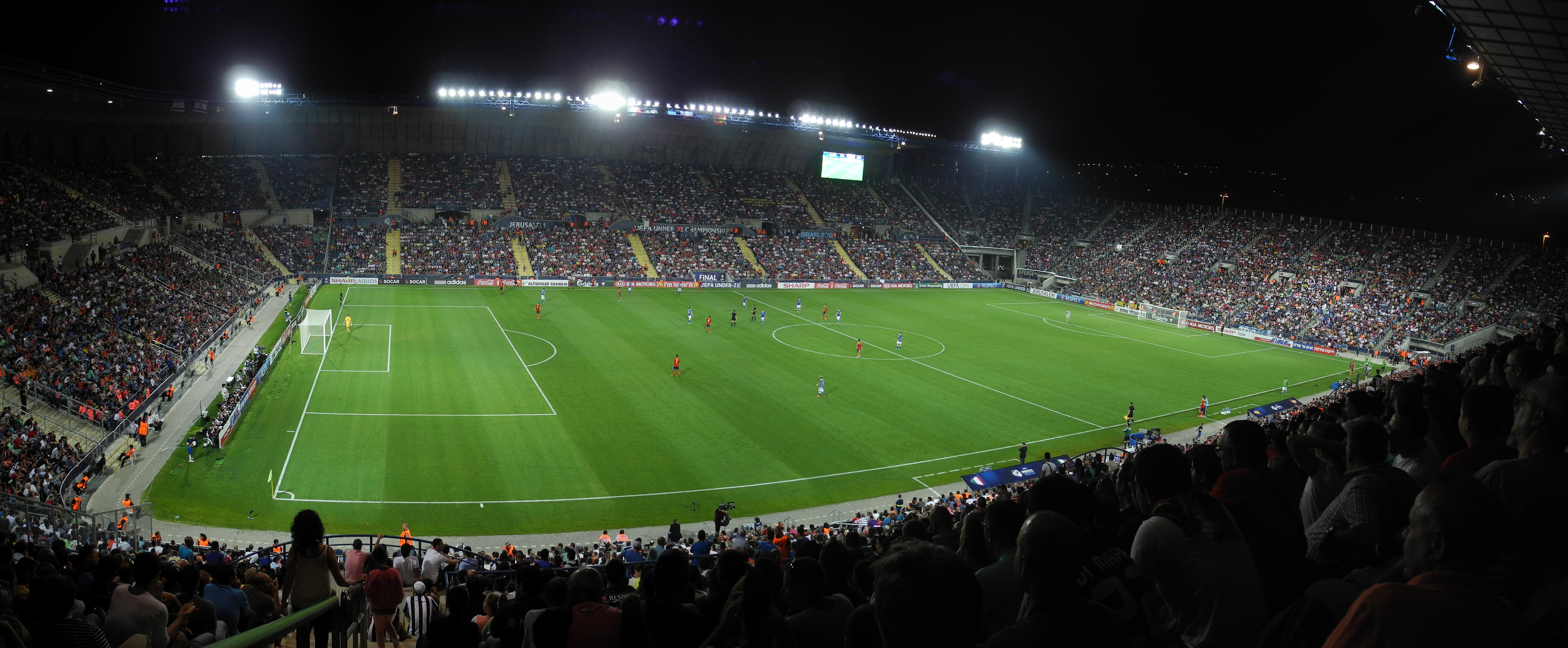
Uvnitř stadionu
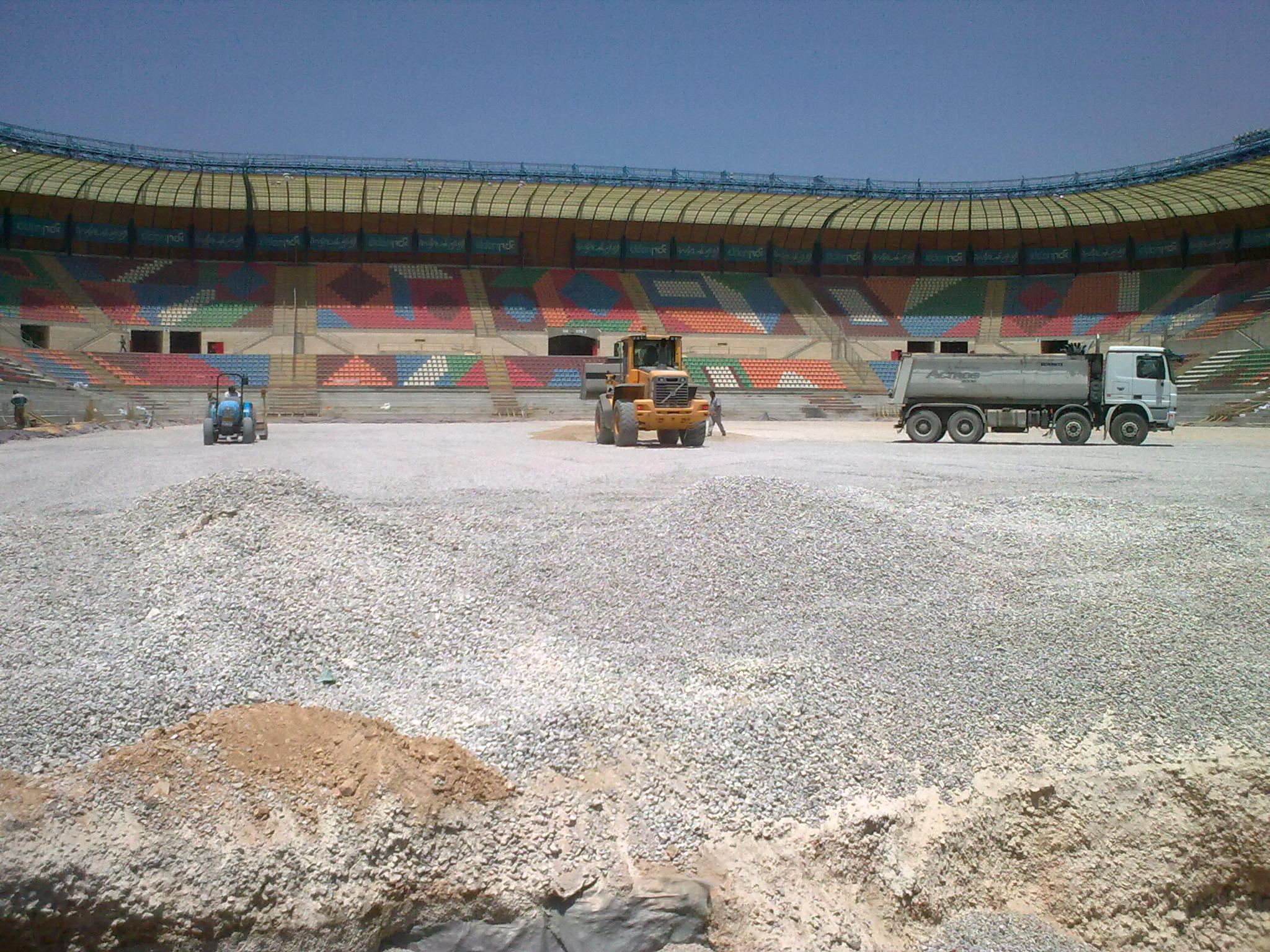
Rekonstrukce v roce 2011
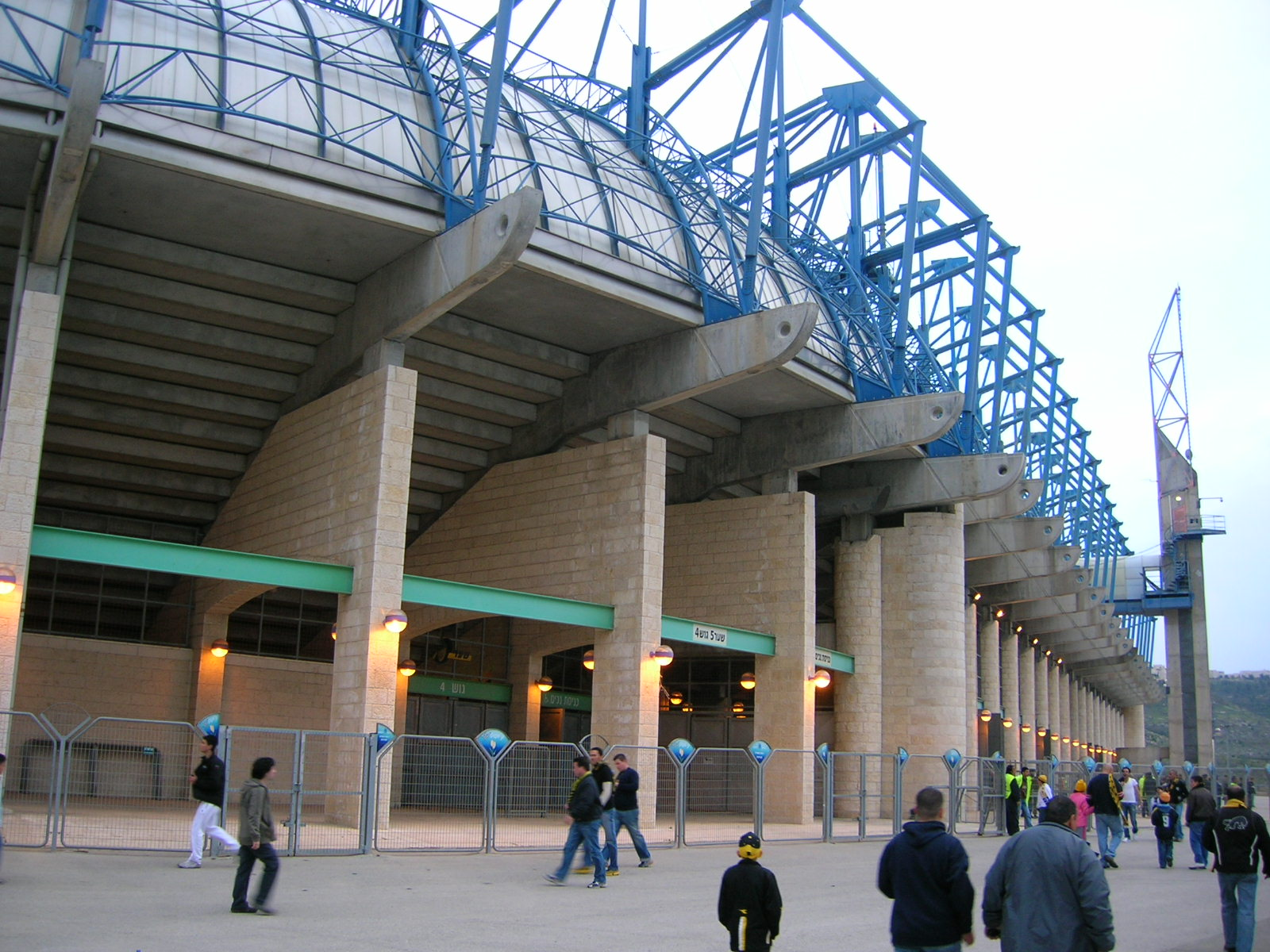
Pohled zvenčí

## Mistrovství Evropy U21
V roce 2013 stadion hostil několik zápasů Mistrovství Evropy hráčů do 21 let poté, co bylo pořadatelství přiřknuto Izraeli. Byly to následující:
| 6. června 2013 19:00 |        |       |                                                                  |
| Španělsko            | 1 : 0  | Rusko | Základní skupina B diváci: 8 127 rozhodčí: Matej Jug (Slovinsko) |
| Morata 82'           | Report |       | Základní skupina B diváci: 8 127 rozhodčí: Matej Jug (Slovinsko) |

| 9. června 2013 19:00                                       |        |             |                                                       |
| Nizozemsko                                                 | 5 : 1  | Rusko       | Základní skupina B rozhodčí: Antony Gautier (Francie) |
| Wijnaldum 38' L. de Jong 61' John 69' Hoesen 83' Fer 90+2' | Report | Čeryšev 65' | Základní skupina B rozhodčí: Antony Gautier (Francie) |

| 11. června 2013 19:00 |        |        |                                                      |
| Izrael                | 1 : 0  | Anglie | Základní skupina A rozhodčí: Serhij Bojko (Ukrajina) |
| Kriaf 80'             | Report |        | Základní skupina A rozhodčí: Serhij Bojko (Ukrajina) |

| 18. června 2013 19:00                         |        |                         |                                                       |
| Španělsko                                     | 4 : 2  | Itálie                  | Finále diváci: 29 300 rozhodčí: Matej Jug (Slovinsko) |
| Alcântara 6', 31', 38' (pen.) Isco 66' (pen.) | Report | Immobile 10' Borini 80' | Finále diváci: 29 300 rozhodčí: Matej Jug (Slovinsko) |